# Agustín Blessing Presinger
Agustín Blessing Presinger (* 11. Mai 1868 in Treffelhausen, Königreich Württemberg; † 1. Februar 1934 in Puerto Limón, Costa Rica) war ein deutscher Missionar und Geistlicher.

## Leben
Agustin Presinger wurde 1868 geboren. Am 29. Juni 1893 kam er in Costa Rica an. Am 24. Februar 1894 wurde er für die Lazaristen von Bernhard August Thiel zum Priester geweiht. Im Jahr 1904 erreichte Presinger als Erster den Gipfel des Cerro Chirripó, des höchsten Berges Costa Ricas.
Am 16. Dezember 1921 ernannte Papst Benedikt XV. ihn zum Apostolischen Vikar von Limón und am 21. Dezember 1921 zum Titularbischof von Tegea. Rafael Otón Castro y Jiménez, Erzbischof von San José de Costa Rica, spendete ihm am 1. Mai 1922 die Bischofsweihe. Mitkonsekratoren waren Antonio del Carmen Monestel y Zamora, Bischof von Alajuela, und Guillermo Rojas y Arrieta CM, Bischof von Panama.